# 6187 Kagura
6187 Kagura eller 1988 RD5 är en asteroid i huvudbältet som upptäcktes den 2 september 1988 av den belgiske astronomen Henri Debehogne vid La Silla-observatoriet. Den är uppkallad efter den japanska dansen Kagura.
Asteroiden har en diameter på ungefär 14 kilometer och den tillhör asteroidgruppen Themis.